# 韩有波
韩有波（1960年—），回族，辽宁庄河人，中华人民共和国政治人物、第十二届全国人民代表大会辽宁地区代表。
毕业于法国南锡高等矿业学院产业现代化专业，加入中国共产党，担任铁煤集团董事长，2008年起担任全国人大代表。2013年，被选为全国人大代表。2016年因涉嫌贿选被认定当选无效。